# 富士箱根伊豆国立公園
富士箱根伊豆国立公園（ふじはこねいずこくりつこうえん）は、神奈川県、静岡県、東京都、山梨県にまたがる国立公園である。

## 概要
- 面積： 121,695ha

| 県     | 静岡県 | 山梨県 | 東京都 | 神奈川県 | その他 |
| ------ | ------ | ------ | ------ | -------- | ------ |
| 面積比 | 38.4%  | 30.2%  | 22.6%  | 8.5%     | 0.3%   |

- 年間利用者数：1億人以上／年

- 施設：
  - 箱根ビジターセンター
  - 田貫湖ふれあい自然塾

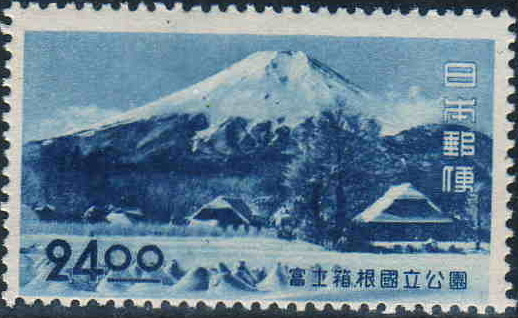
1949年に発行された記念切手

## 歴史
- 1936年2月1日、富士箱根国立公園として十和田国立公園（現・十和田八幡平国立公園）、吉野熊野国立公園、大山国立公園（現・大山隠岐国立公園）とともに指定。
- 1955年3月15日、伊豆半島地域が編入、現在の富士箱根伊豆国立公園に名称が変更。
- 1964年7月7日、伊豆諸島地域に指定されていた国定公園「伊豆七島国定公園（1955年4月1日指定）」が編入。
- 2017年3月30日、富士箱根伊豆国立公園指定80周年記念事業の一環として「富士山がある風景100選」を選定。

## 主な指定地

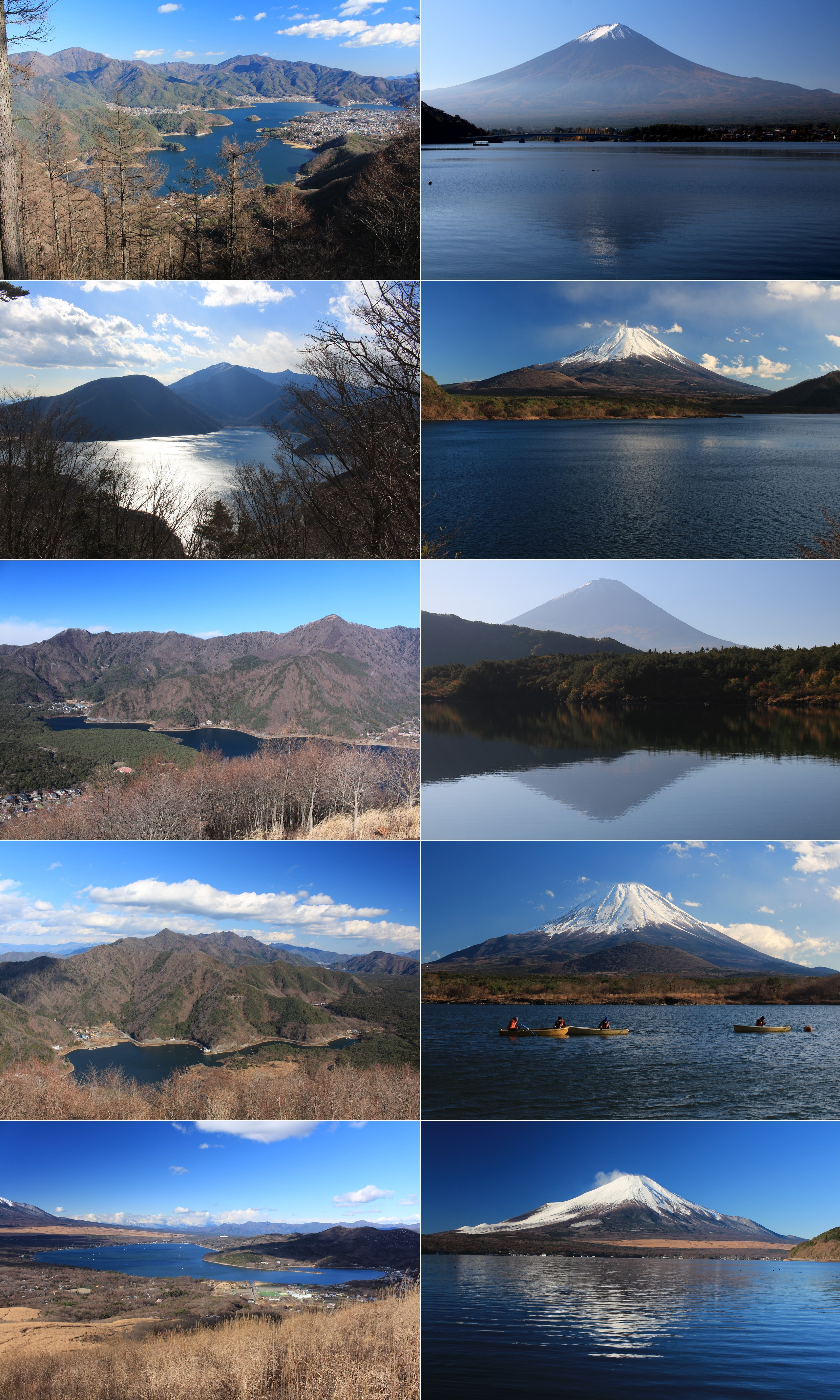
富士五湖と湖畔から望む富士山
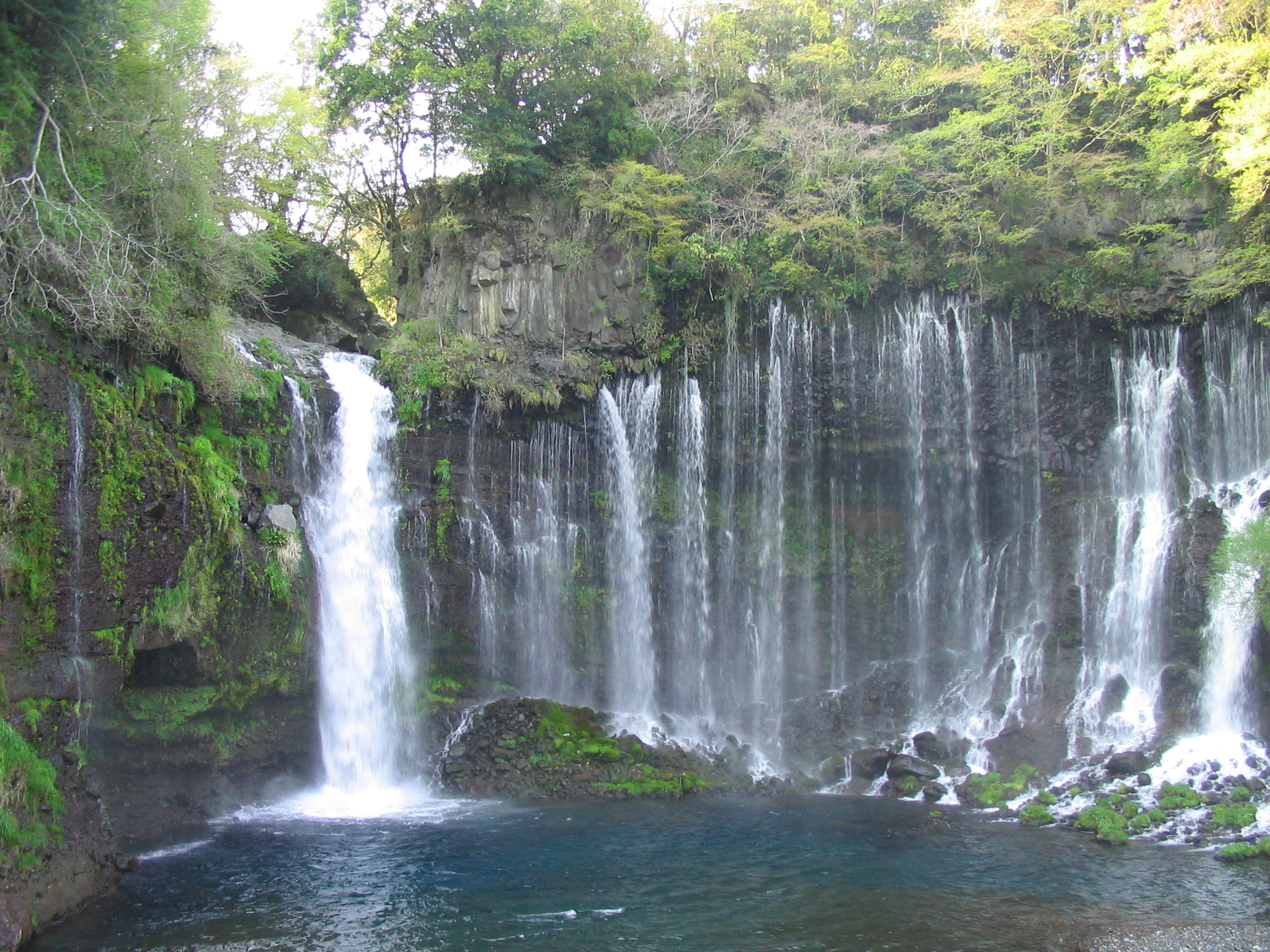
富士山の雪解け水が溶岩層から湧き出し、無数の滝が連なっている白糸ノ滝
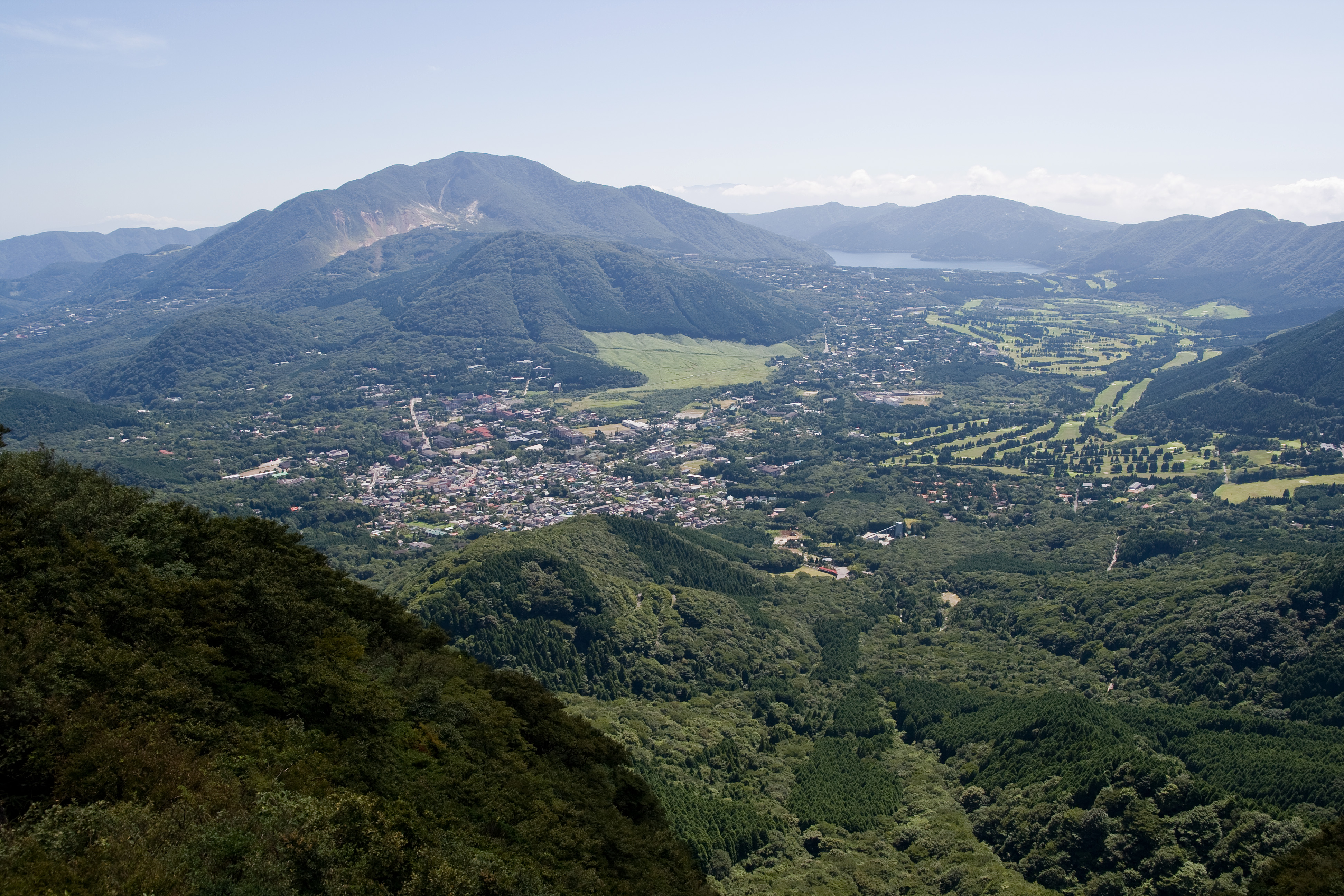
箱根山のカルデラ
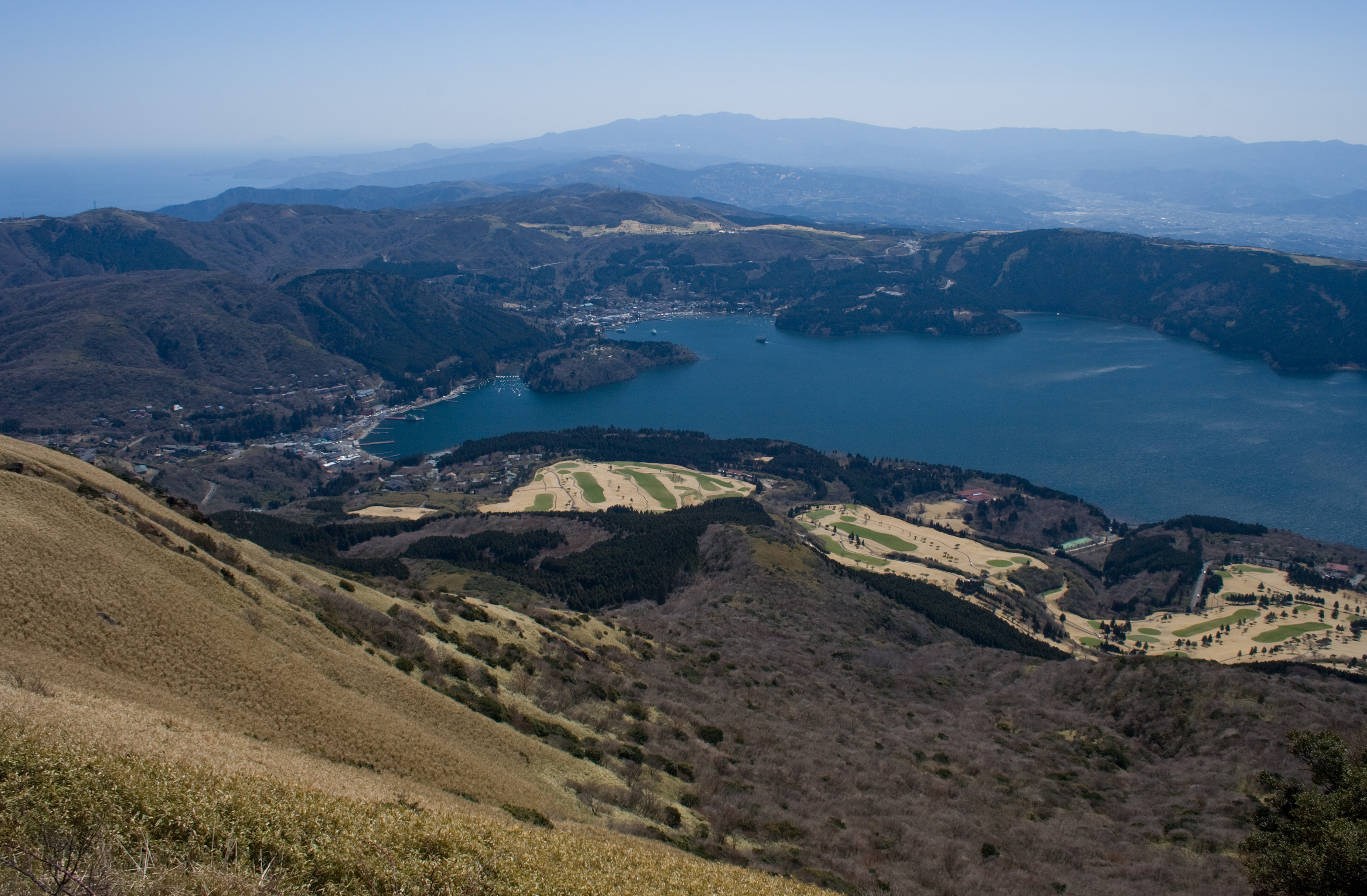
芦ノ湖と伊豆東部の山稜、最奥は天城山
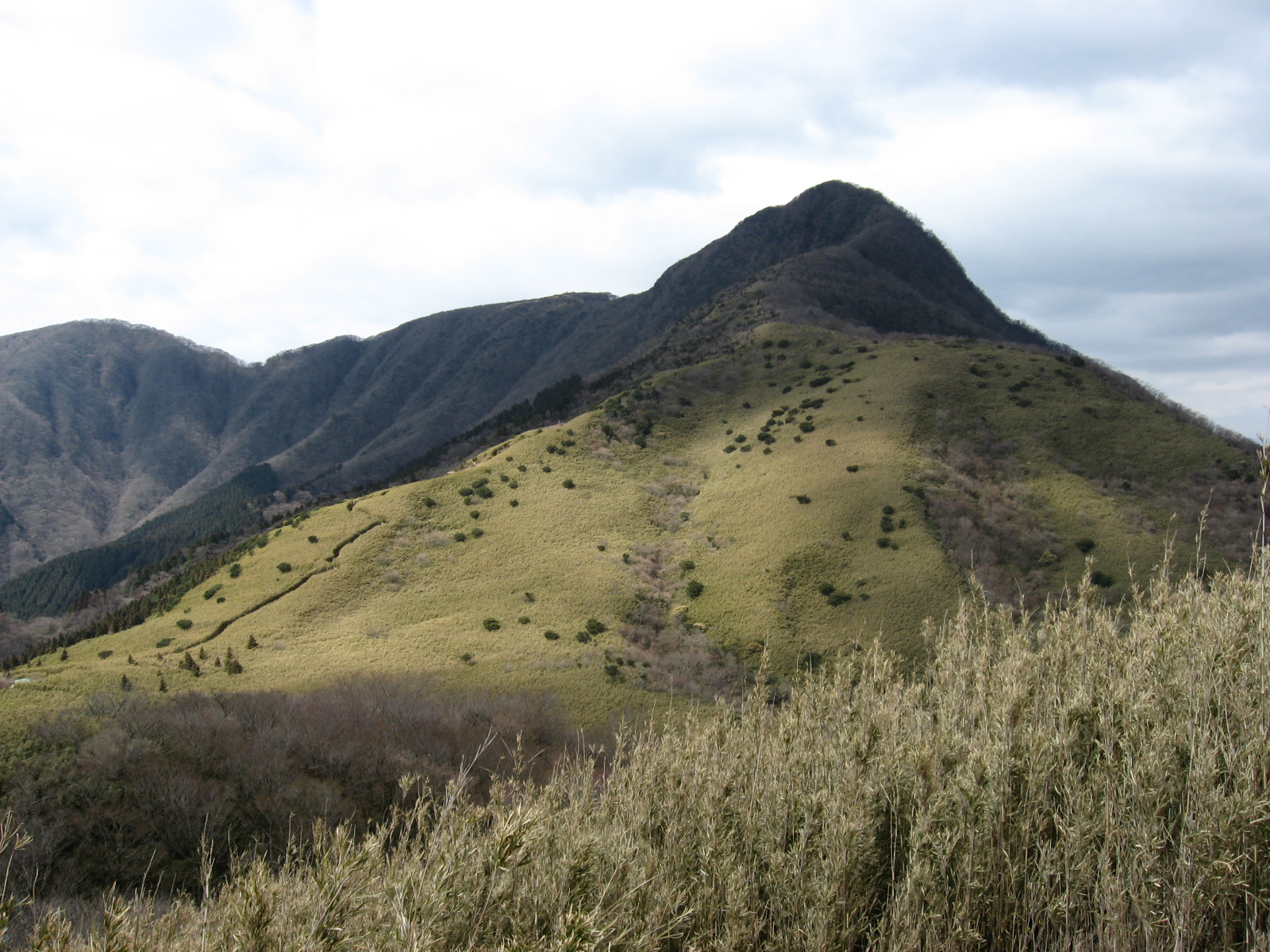
箱根山の側火山金時山
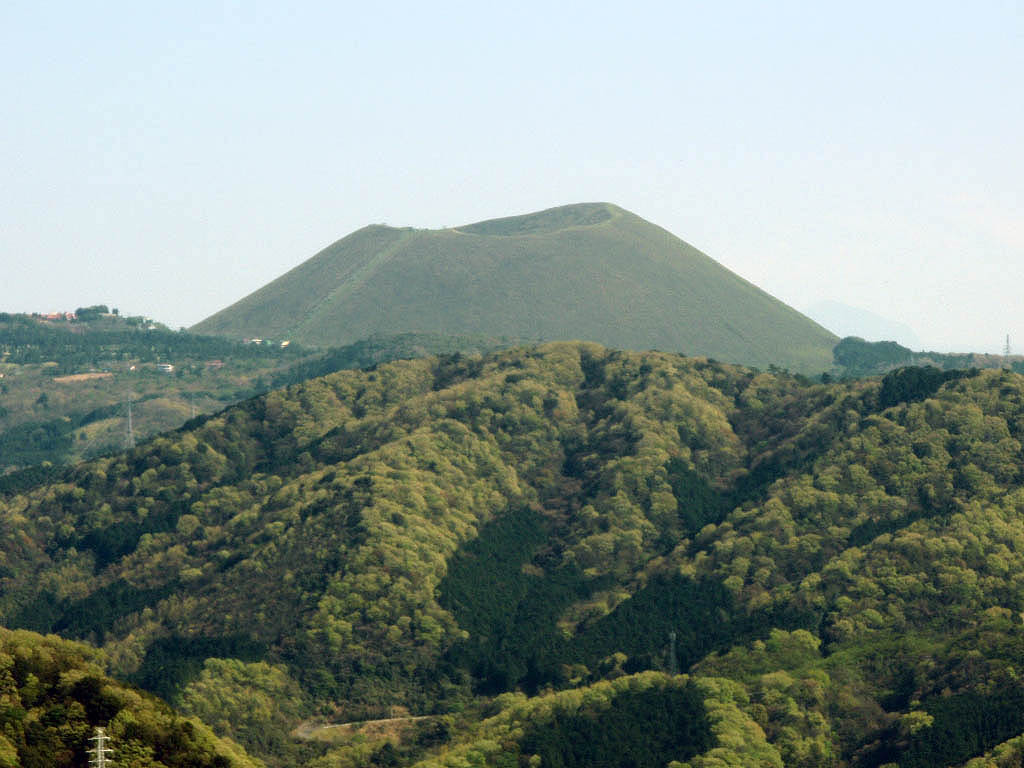
伊東市の大室山[注釈 2]
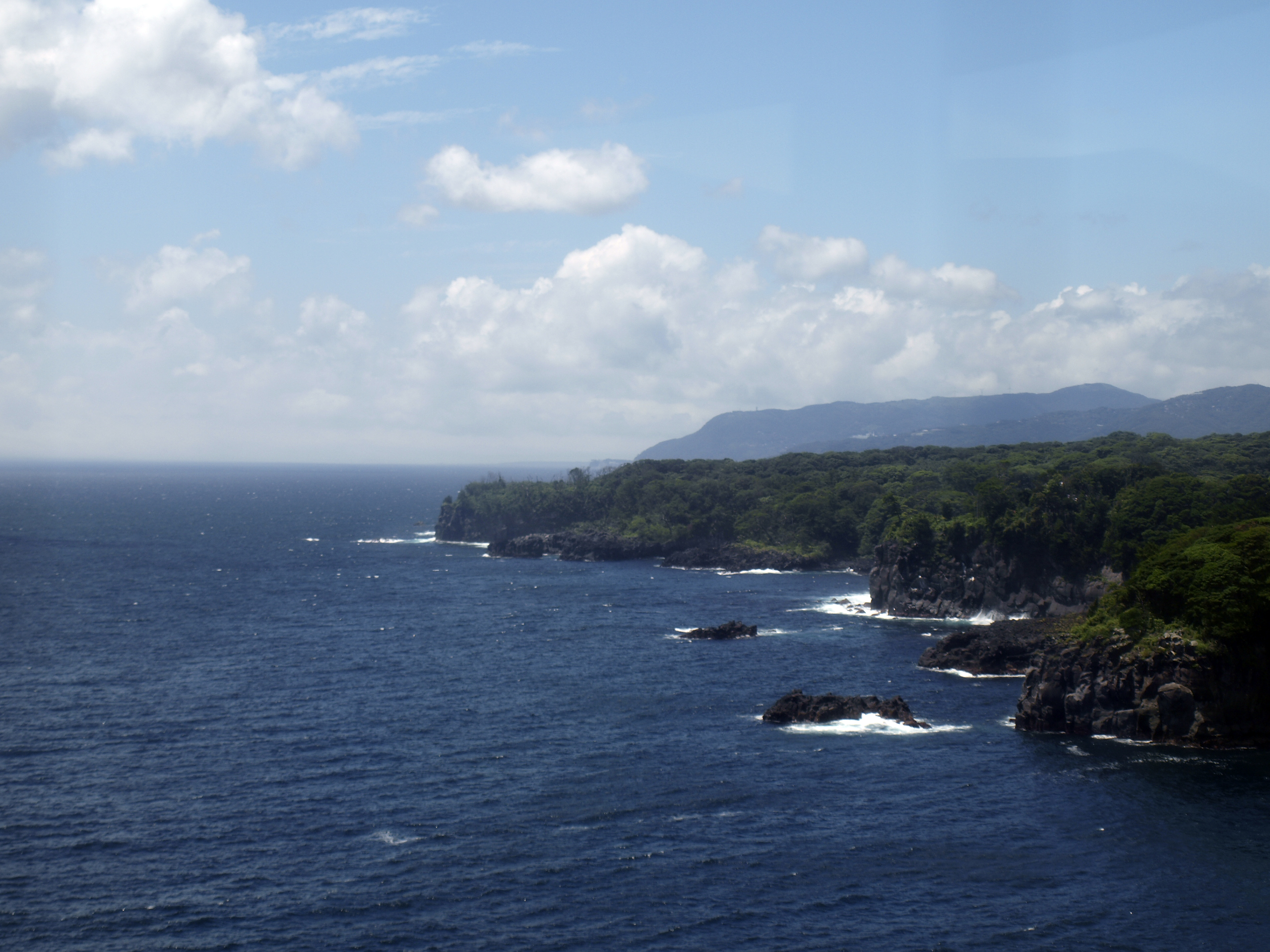
城ヶ崎海岸
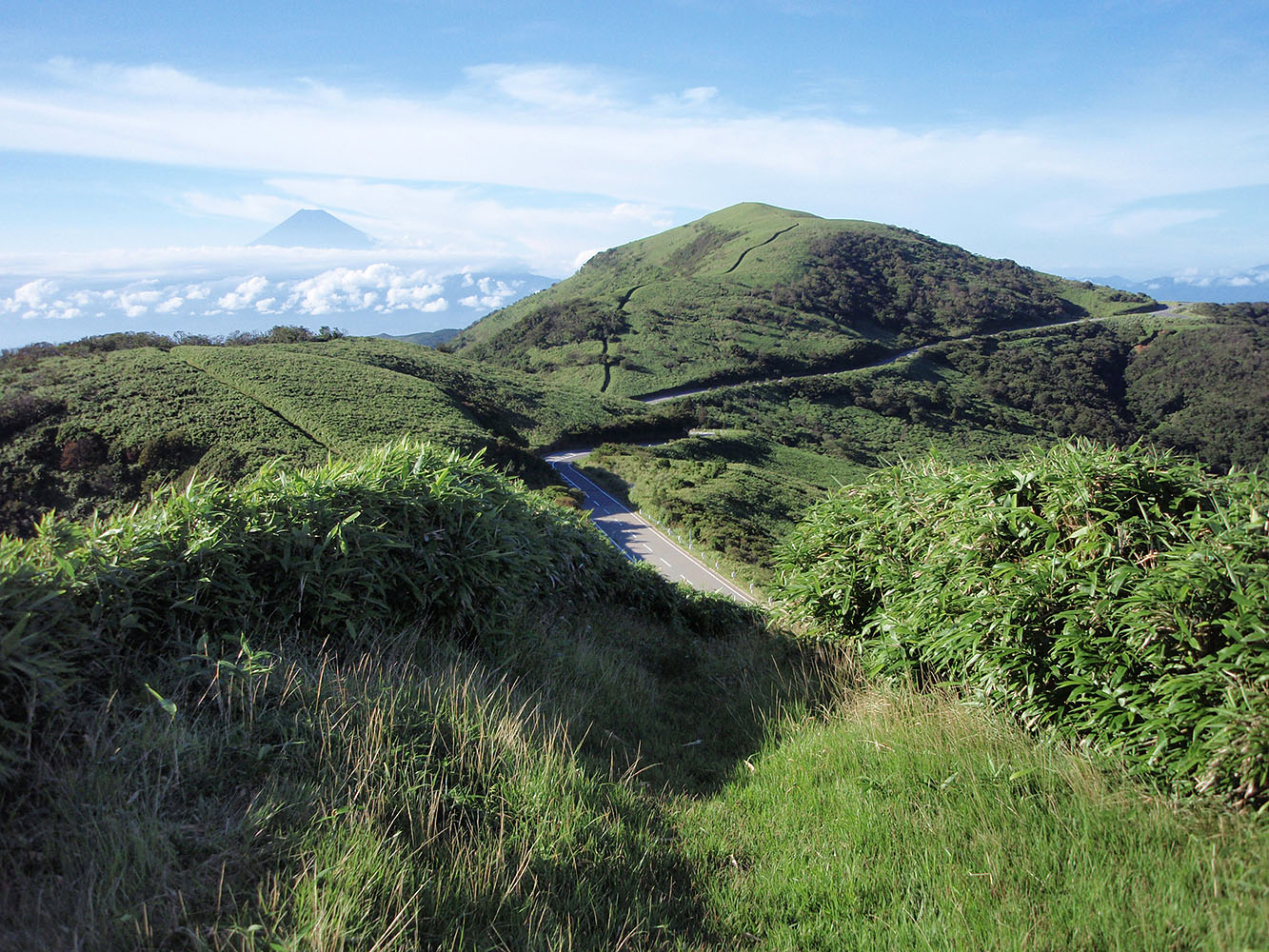
達磨山
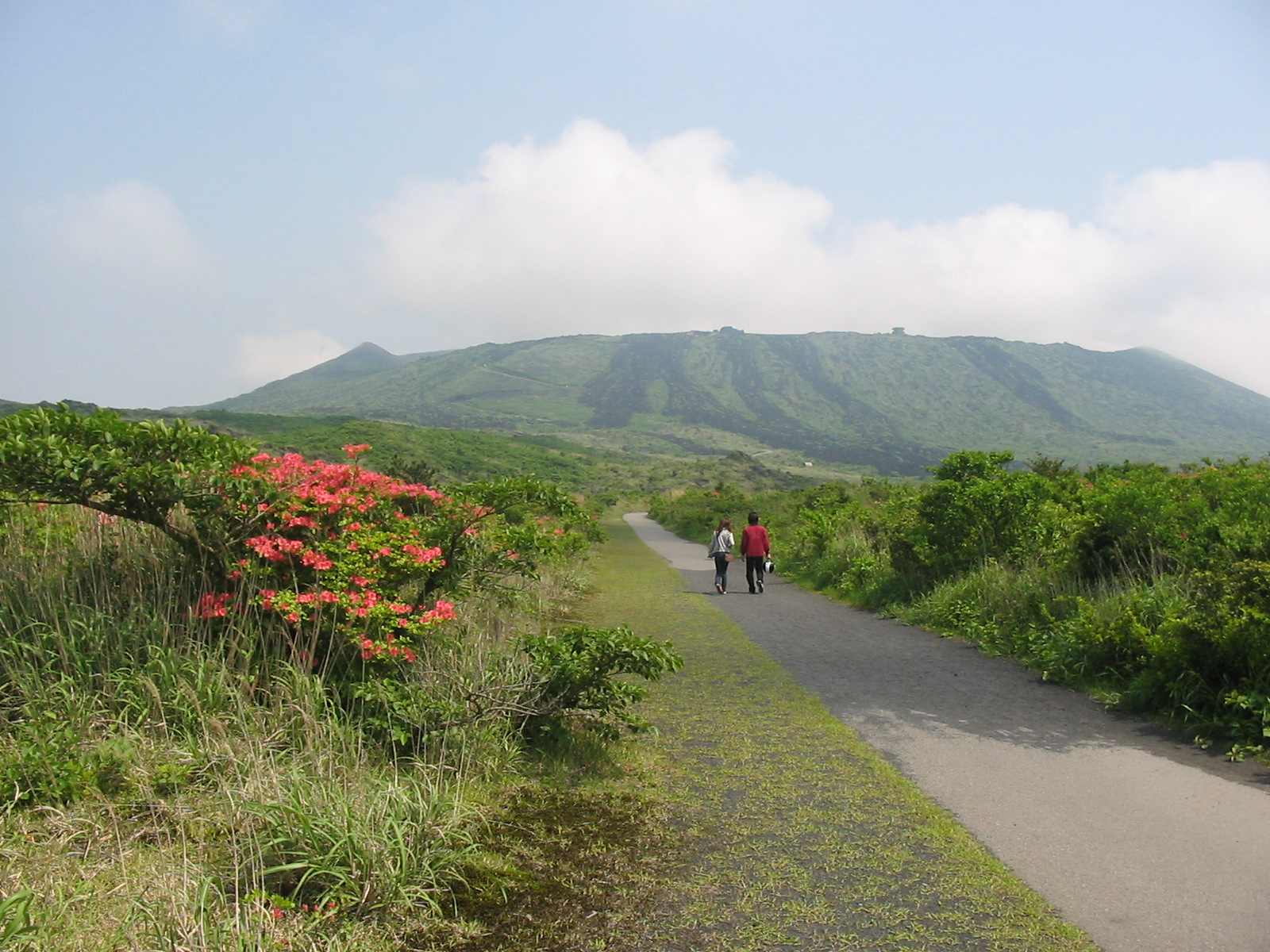
大島の三原山
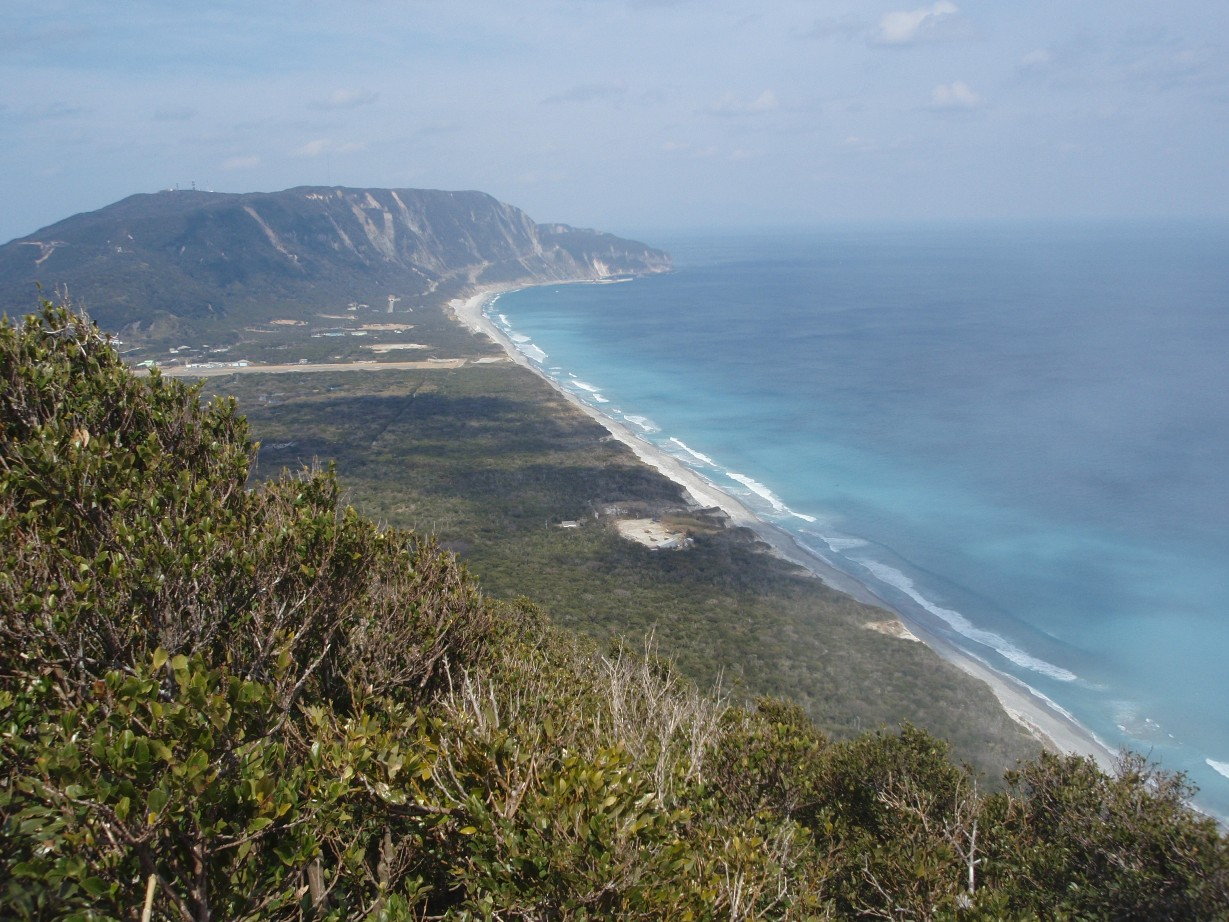
新島
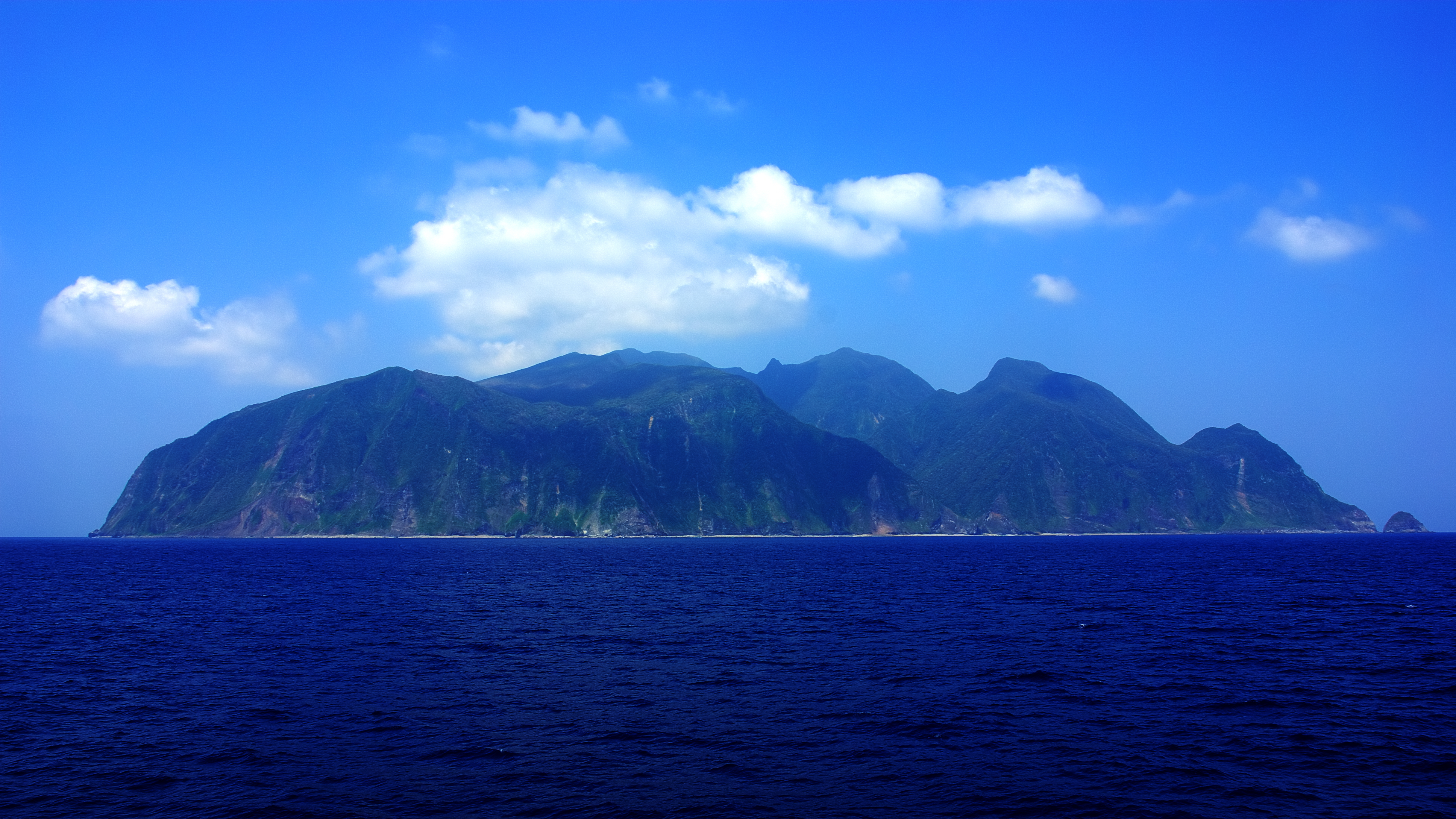
御蔵島
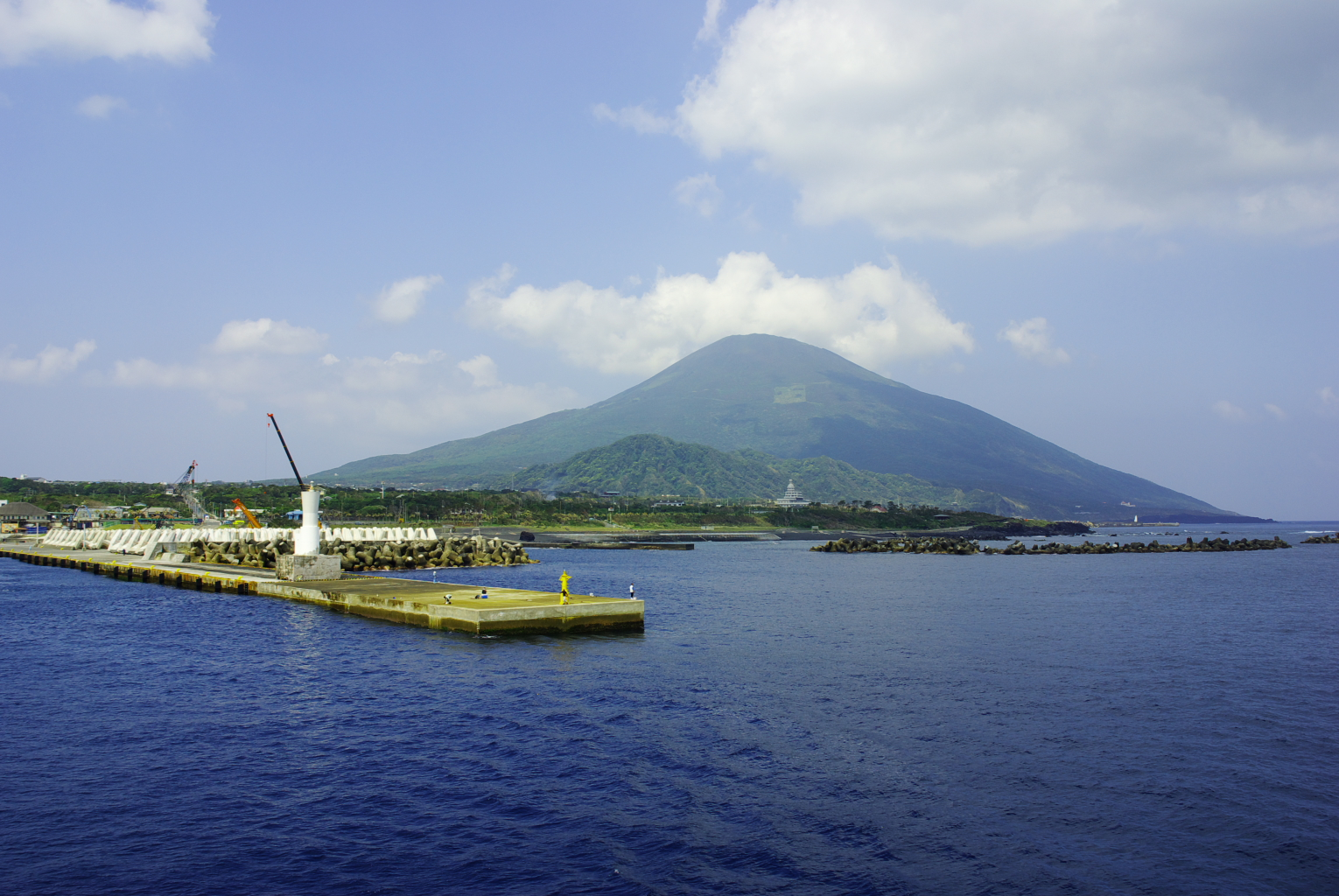
八丈島の西山

「富士山」「箱根」「伊豆半島」「伊豆諸島」の4つのエリアで構成され、火山活動に由来する山・湖・島などの自然が指定されている。

### 富士山地域
富士山とその火山活動による地形。
- 富士山
- 富士五湖
  - 本栖湖・精進湖・西湖・河口湖・山中湖
- 田貫湖
- 青木ヶ原
- 白糸ノ滝
- 小田貫湿原

自然公園法により特別地域のうち特に重要な区域を「特別保護地区」といい、富士山地域は以下が該当する。
| 自治体                           | 面積（ha） |
| -------------------------------- | ---------- |
| 山梨県富士吉田市内               | 533        |
| 西八代郡上九一色村内             | 1,133      |
| 南都留郡山中湖村内               | 57         |
| 南都留郡富士河口湖町内           | 6          |
| 南都留郡鳴沢村内                 | 1,500      |
| 静岡県富士宮市内                 | 463        |
| 富士市内                         | 38         |
| 御殿場市内                       | 287        |
| 駿東郡小山町内                   | 220        |
| 富士山頂浅間神社奥宮境内地の全部 | 405        |

### 箱根地域
箱根山とその火山活動による地形。
- 箱根山のカルデラや中央火口丘
- 芦ノ湖
- 箱根温泉

### 伊豆半島
切り立った海岸線。第四紀火山が浸食されて形成された山稜や、活動中の伊豆東部火山群による地形。
東部
- 多賀火山[8]
- 天城山
- 大室山 (伊東市)[注釈 2]
- 城ヶ崎海岸
- 河津七滝
- 石廊崎および奥石廊崎（ヒリゾ浜、大根島など）

西部
- 達磨山
- 井田火山[8]
- 棚場火山[8]

### 伊豆諸島の北部
八丈島以北の島々の海岸線や火山地形。
- 大島
- 利島
- 新島
- 式根島
- 神津島
- 三宅島
- 御蔵島
- 八丈島
- 八丈小島

## ビジターセンター
利用者数は2008年（平成20年）。
| センター名                   | 設置者 | 所在地                               | 利用者数（人） |
| ---------------------------- | ------ | ------------------------------------ | -------------- |
| 箱根ビジターセンター         | 環境省 | 神奈川県足柄下郡箱根町元箱根164      | 71,660         |
| 田貫湖ふれあい自然塾         | 環境省 | 静岡県富士宮市佐折633-14             | 116,876        |
| 八丈ビジターセンター         | 東京都 | 東京都八丈町大賀郷2843               | 23,546         |
| 山梨県立富士ビジターセンター | 山梨県 | 山梨県南都留郡富士河口湖町船津6663-1 | 265,700        |

## その他
静岡県賀茂郡南伊豆町の奥石廊には伊豆半島で唯一、および日本全国でも有数のユウスゲの群生地があり、一帯は「奥石廊ユウスゲ公園」として整備されている。